# Minuskuł 209
Minuskuł 209 (wedle numeracji Gregory–Aland), δ 457 oraz α 1581 (von Soden) – rękopis Nowego Testamentu pisany minuskułą na pergaminie w języku greckim z XIV wieku. Zawiera marginalia (podział tekstu); należał niegdyś do kardynała Bessariona, obecnie przechowywany jest w Wenecji.

## Opis rękopisu
Kodeks zawiera pełny tekst Nowego Testamentu na 411 pergaminowych kartach (19,5 cm na 12 cm).
Tekst rękopisu pisany jest jedną kolumną na stronę, 27 linijek w kolumnie.
Tekst kodeksu dzielony jest według κεφαλαια (rozdziałów), których numery umieszczono na marginesie tekstu. Tekst rękopisu zawiera τιτλοι (tytuły) owych rozdziałów. Ponadto tekst Ewangelii dzielony jest jeszcze według Sekcji Ammoniusza, których numery umieszczono na marginesie, jednak bez odniesień do Kanonów Euzebiusza (pisanych pod numerami Sekcji Ammoniusza). Zawiera Aparat Eutaliusza w Listach powszechnych oraz prolegomenę do Apokalipsy.
Tekst Pericope adulterae (Jan 7,53-8,11) został opuszczony przez kopistę.

## Tekst
Grecki tekst Ewangelii reprezentuje cezarejską tradycję tekstualną. Listy reprezentują bizantyńską tradycję tekstualną. Aland zaklasyfikował go do Kategorii III w Ewangeliach oraz Apokalipsie. W pozostałych księgach Nowego Testamentu Aland zaklasyfikował jego tekst do Kategorii V.

## Historia
Paleograficznie datowany jest na wiek XIV. Należał niegdyś do kardynała Bessariona († 1472), który korzystał zeń na soborze florenckim i własnoręcznie naniósł w nim wiele not.
Rękopis badali Birch, Engelbreth, Fleck, Rinck, oraz Burgon.
Obecnie przechowywany jest w Bibliotece Marciana w Wenecji, pod numerem katalogowym Fondo ant. 10.
Jest cytowany w krytycznych wydaniach Novum Testamentum Graece Nestle–Alanda (NA26, NA27). NA27 cytuje go jako świadka I rzędu.